# Jeon Hae-min
Jeon Hae-min (kor. 전해민; * 5. August 2002) ist ein südkoreanischer Fußballspieler.

## Karriere
Jeon Hae-min erlernte das Fußballspielen in der Schulmannschaft der Daejoong Elementary School sowie in den Jugendmannschaften des Yangsan FC und des Gyeongnam FC. Seinen ersten Vertrag unterschrieb er Mitte Februar 2021 beim Pyeongtaek Citizen FC. Das Fußballfranchise aus Pyeongtaek spielte in der dritten südkoreanischen Liga. In seiner ersten Spielzeit bestritt er 15 Drittligaspiele. Am Ende der Saison 2023 belegte er mit dem Klub den 15. Tabellenplatz und musste somit in die vierte Liga absteigen. Nach insgesamt 82 Ligaspielen wechselte er im Januar 2025 nach Thailand. Hier unterschrieb er in Rayong einen Vertrag beim Erstligisten Rayong FC. Sein Erstligadebüt gab er am 12. Januar 2025 (16. Spieltag) im Heimspiel gegen den BG Pathum United FC. Bei dem 1:1-Unentschieden stand er in der Startelf und spielte die kompletten 90 Minuten. Nach 15 Ligaspielen wurde sein Vertrag im Sommer 2025 nicht verlängert.